# Tulipa albanica
Tulipa albanica är en liljeväxtart som beskrevs av Kit Tan och Shuka. Tulipa albanica ingår i släktet tulpaner, och familjen liljeväxter. Inga underarter finns listade.